# リンクルリッジ

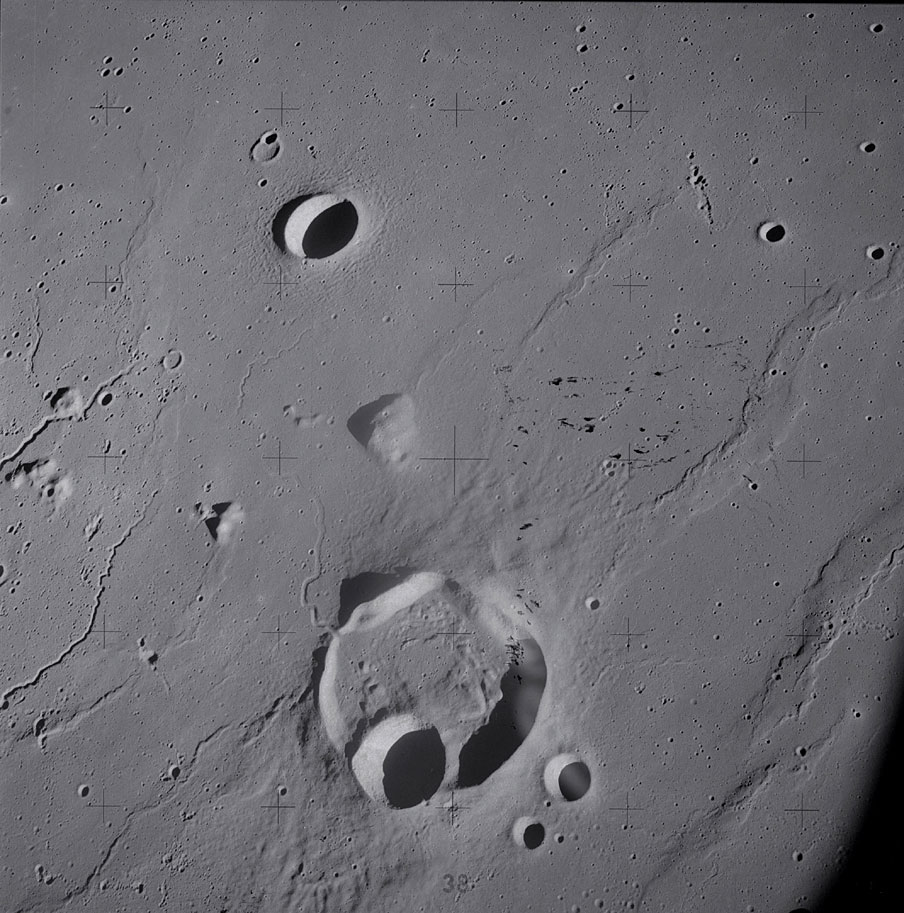
月面のクレーターであるクリーガーとその近辺の画像。周囲を取り囲む海の中にリンクルリッジが見える。左端には蛇行するリル（細い溝状の地形）が写っている。

リンクルリッジ（英語: wrinkle ridge）とは、月の海に普遍的に見られる地形の一種である。背の低い曲がりくねった尾根で、長さは数百キロメートルに及ぶこともある。リンクルリッジはテクトニックな地形であり、玄武岩質の溶岩が冷却して収縮することで形成される。
リンクルリッジはクレーターの近くに見られ、しばしば月の海の下に隠れたリング構造を縁取ったり、円形をした月の海の輪郭に沿って発達したり、月面から突き出た孤峰を横切ったりしている。リンクルリッジはveinと呼ばれることもあるが、これは肌に浮き出た静脈 (vein) にその姿が似ているためである。
リンクルリッジのラテン語名にはドルスム (dorsum) の名前が使われる。複数形ではドルサ (dorsa) と呼ばれる。国際天文学連合の標準的な命名規則では、月面のリンクルリッジには人名を用いるとしている。例えばドルサ・バーネットはトーマス・バーネットに由来し、ドルスム・オーウェンは George Owen of Henllys に由来する。
リンクルリッジは火星にも存在し、クリュセ平原にその例を見ることができる。また、探査機が訪れた小惑星、水星、木星と土星の衛星にも見つかっている。